# 貞惠皇后 (後周)
貞惠皇后劉氏（？—951年），後周世宗柴榮妻。
劉氏在年幼已經嫁與後周世宗，後漢乾祐年間封彭城縣君，後來951年後漢末帝下詔盡殺郭威、柴榮兩家，劉氏亦被斬首。廣順元年（951年）五月，郭威即位，追封她為彭城郡夫人。顯德四年（957年）四月，柴榮才加封劉氏為皇后，諡號為貞惠皇后，皇陵稱惠陵。

## 延伸阅读
[在维基数据编辑]
 《舊五代史·卷121》，出自薛居正《舊五代史》
 《新五代史·卷20》，出自歐陽修《新五代史》